# Mayflower-Vertrag

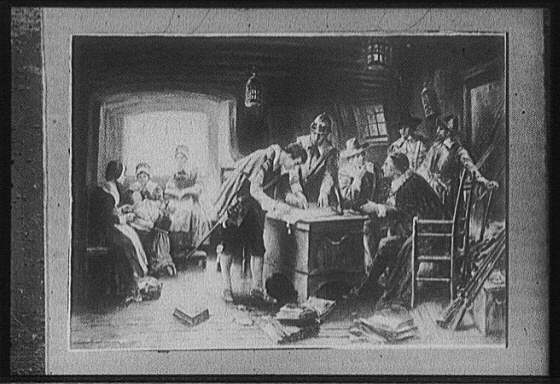
Unterzeichnung des Mayflower-Vertrages

Der Mayflower-Vertrag, englisch Mayflower Compact, war das erste Regierungsdokument der Kolonie Plymouth. Er wurde von den Pilgervätern (engl. Pilgrim Fathers), die auf der Mayflower den Atlantik überquert hatten, entworfen und am 21. November 1620 unterzeichnet.

## Geschichte
An Bord der Mayflower waren außer separatistischen Kongregationalisten auch Nichtmitglieder ihrer Gruppe, zumeist Anglikaner, die die Separatisten "Fremde" (Strangers) nannten. Da ein Sturm das Schiff nach Norden abgetrieben hatte, das Landpatent der Siedler aber von der Virginia Company für die Kolonie Virginia, nicht für Neuengland ausgestellt worden war, fürchteten mehrere dieser "Fremden", sie würden in der neuen Kolonie nicht fair behandelt werden. Deshalb verfassten und unterzeichneten 41 Separatisten den Mayflower-Vertrag am 21. November (dem 11. November nach dem julianischen Kalender) 1620 im Hafen des heutigen Provincetown auf Cape Cod. Der Vertrag orientierte sich an den Verträgen, die die Kongregationalisten zur Bildung neuer Kirchengemeinden verwendeten. Er sah vor, eine bürgerliche Regierung, die auf einem Mehrheitenmodell basiert, zu etablieren und die Loyalität der Siedler zum König zu proklamieren.
Hierzu der Historiker Horst Dippel:

„Für das amerikanische Selbstverständnis prägend geworden sind jene Puritaner, die als sogenannte Pilgerväter an Bord der Mayflower nach Amerika segelten und Ende 1620 bei Cape Cod im heutigen Massachusetts an Land gingen. Sie stellten nur eine Minderheit unter den 101 Passagieren und Besatzungsmitgliedern der Mayflower, aber sie setzten jenen 'Mayflower Vertrag' vom 11. November 1620 auf, der als frühestes Dokument amerikanischer Selbstverwaltung und des Willens, ihr Gemeinwesen mit selbstgegebenen, gerechten und gleichen Gesetzen zu ordnen, in die amerikanische Geschichte eingegangen ist.“

Die Siedler, die die "Plymouth Colony" gründeten, waren sich durchaus darüber im Klaren, dass frühere Niederlassungen in der Neuen Welt aufgrund von fehlender zentraler Führung fehlgeschlagen waren. Der Mayflower-Vertrag war also im Grunde ein Gesellschaftsvertrag (jedoch kein contrat social im Sinne Jean-Jacques Rousseaus), in dem die Siedler zustimmten, dass sie sich an ihre selbstgeschaffenen Regeln des Regierens halten würden – um ihres eigenen Überlebens willen. Im Gegenzug würde die Regierung ihre Macht aus der Zustimmung der zu Regierenden schöpfen, ein Prinzip, das einige Jahrzehnte später John Locke wieder aufgriff und das für die amerikanische Unabhängigkeitserklärung von entscheidender Bedeutung war.

## Wortlaut des Vertrages
Der unveränderte Originaltext aus Of Plimoth Plantation von William Bradford (1590–1657), dem zweiten Gouverneur von Plymouth:

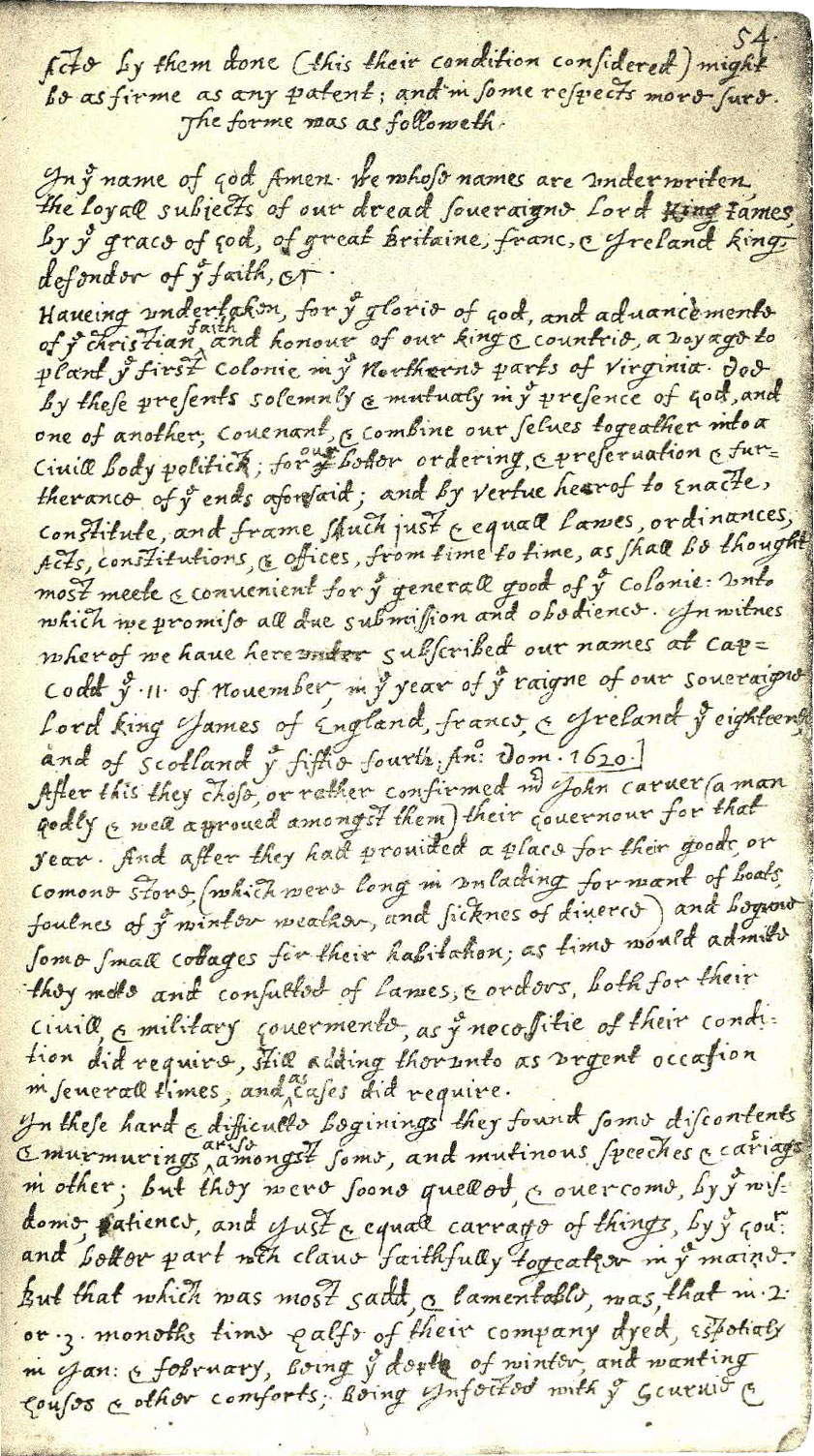
Seite aus Bradfords Of Plimoth Plantation, Book 2, Anno 1620

“In ye name of God Amen.  We whose names are underwritten, the loyall subjects of our dread soveraigne Lord King James, by ye grace of God, of great Britaine, Franc, & Ireland king, defender of ye faith, &c.

Haveing undertaken, for ye glorie of God, and  advancemente of ye christian faith and honour of our king & countrie, a voyage to plant ye first colonie in the Northerne parts of Virginia. Doe by these presents, solemnly & mutualy in ye presence of God, and one of another, covenant, & combine our selves togeather into a Civill body politick; for our better ordering, & preservation & furtherance of ye ends aforesaid; and by vertue hearof to enacte, constitute, and frame such just & equall lawes, ordinances, Acts, constitutions, & offices, from time to time, as shall be thought most meete & convenient for ye generall good of ye Colonie: unto which we promise all due submission and obedience.  In witnes wherof we have hereunder subscribed our names at Cap-Codd ye ·11· of November, in ye year of ye raigne of our soveraigne lord king James of England, France, & Ireland ye eighteenth, and of Scotland ye fiftie fourth.  Ano: Dom. 1620.”

### Deutsche Übersetzung
„Im Namen Gottes, Amen. Wir, die wir unsere Namen hierunter gesetzt haben, die getreuen Untertanen unseres Ehrfurcht gebietenden, souveränen Herrschers, König Jakob, mit der Gnade Gottes, König von Großbritannien, Frankreich und Irland, Verteidiger des Glaubens, etc.

Nach der Gott zum Ruhme und zur Förderung des christlichen Glaubens sowie der Ehre unseres Königs und Landes durchgeführten Fahrt, um die erste Kolonie in den nördlichen Gegenden Virginias zu gründen. Verpflichten uns durch diese Anwesenden feierlich und wechselseitig vor Gott und voreinander, und vereinigen uns gemeinsam in einer bürgerlich geordneten Gesellschaft; mit dem Zweck, uns besser zu organisieren, zu schützen und die vorgenannten Ziele zu fördern; und vermöge hieraus solch gerechte und gleiche Gesetze, Verordnungen, Erlasse, Verfassungen und Ämter zu verabschieden, begründen und abzufassen, dies von Zeit zu Zeit, so wie es am angemessensten und günstigsten für das Gemeinwohl der Kolonie scheint: hierunter versprechen wir uns pflichtgemäß zu unterwerfen und zu gehorchen. Zum Zeugnis dessen haben wir hierunter am 11. November im achtzehnten Jahre der Herrschaft unseres souveränen Herrschers, König Jakob, über England, Frankreich und Irland, und über Schottland im vierundfünfzigsten, in Cape Cod unsere Namen gezeichnet. Anno Domini 1620.“

## Unterzeichner
Der Vertrag wurde von den folgenden 41 ausschließlich männlichen Passagieren unterschrieben (hierbei handelte es sich um die jeweiligen Familienoberhäupter):
- John Carver
- William Bradford
- Edward Winslow
- William Brewster
- Isaac Allerton
- Miles Standish
- John Alden
- Samuel Fuller
- Christopher Martin
- William Mullins
- William White
- Richard Warren
- John Howland
- Stephen Hopkins
- Edward Tilly
- John Tilly
- Francis Cooke
- Thomas Rogers
- Thomas Tinker
- John Ridgdale
- Edward Fuller
- John Turner
- Francis Eaton
- James Chilton
- John Craxton
- John Billington
- Joses Fletcher
- John Goodman
- Digery Priest
- Thomas Williams
- Gilbert Winslow
- Edmund Margeson
- Peter Brown
- Richard Bitteridge
- George Soule
- Richard Clark
- Richard Gardiner
- John Allerton
- Thomas English
- Edward Doten
- Edward Leister